# Kiss Gyula (zongoraművész)
Kiss Gyula (Budapest, 1944. június 11.) Liszt Ferenc-díjas zongoraművész, zenepedagógus.

## Élete
Hatévesen Kövesdi Györgynénél kezdett zongorázni tanulni. 1958 és 1962 között a Bartók Béla Konzervatóriumban Máthé Miklósné növendéke volt. 1962-től 1967-ig a Zeneakadémián Kadosa Pál tanítványa. A végzés után Carlo Zecchi és Nikita Magaloff mesterkurzusain vett részt.
1967 óta koncertező művész. 1966-ban a Magyar Rádió által először megrendezett országos zongoraversenynek első helyezettje, majd a Nemzetközi Liszt–Bartók Zongoraverseny díjnyertese. 1967-től a hazai és nemzetközi zenei élet és nemzetközi versenyek szereplőjeként több mint 2500 fellépése volt, Európa összes fővárosában, nagyvárosaiban rendszeres meghívottja volt a koncerteknek.
Több évtizedes előadóművészi tevékenységének legkiemelkedőbb állomásai: Budapesti Zenei Hetek nyitókoncertjének szólistája, New York (Carnegie Hall), athéni fesztivál, Prágai Tavasz, Japán, Szingapúr, Ausztrália, (Sydney-i Operaház) a Ferencsik János, Lehel György és Kórodi András vezényelte vezető magyar szimfonikus zenekarokkal. Az említett vendégszereplések sikerei után 1974 és 1989 között több alkalommal turnézott Ausztrália és Japán nagyvárosaiban.
1985–1989 között Tokióban, a Muszasinó Zeneakadémián, majd 1999–2003 között Dél–Koreában volt vendégprofesszor a Yeungnam Egyetemen. 2000–2005 között minden évben koncertezett Japán és Dél-Korea nagyvárosaiban, valamint több CD- és DVD-felvételt is készített. 2007-től újabb kétéves vendégprofesszori meghívásnak tett eleget Dél-Koreában, 2010-től zsűrielnöke az évente Tokióban megrendezett Kiss Gyula Nemzetközi Zongoraversenynek. A hazai oktatói és előadóművészi munkája mellett továbbra is rendszeresen tart mesteriskolát egyetemi tanárok és hallgatók részére a Távol-Keleten. Hazaérkezése után ismét rendszeres résztvevője a hazai koncertéletnek, a vidéki nagyvárosokon kívül rendszeresen fellépett a Budapest Kongresszusi Központban, valamint a Liszt Ferenc Zeneművészeti Egyetemen, többek között a Magyar Virtuózok, Szenthelyi Miklós, Perényi Miklós, Kovács János, Onczay Csaba, Németh Géza, Perényi Eszter, Szabadi Vilmos közreműködésével. 
Pályafutása során több mint 10 nagylemezt, CD-t, számos rádió- és tévéfelvételt készített, emellett versenygyőztes tanítványok is fémjelzik művészi és oktatói munkásságát. A Magyar Zenei Előadóművészek Társaságának elnökségi tagja, a Japán–Magyar Baráti Társaság tiszteletbeli tagja. A koreai zongoratanárok társaságának örökös elnök-professzora, a PFL japán zongoraművész-szövetség tiszteletbeli szakértő-professzora. 2014 óta a Nyugat-magyarországi Egyetem, 2017 óta az Eötvös Lóránd Tudományegyetem Bölcsészettudományi Karának professor emeritusa.

## Díjai, kitüntetései
- 1966 – Nemzetközi Liszt–Bartók Zongoraverseny díjnyertese
- 1966 – Magyar Rádió Zongoraverseny első helyezett
- 1972 – Liszt Ferenc-díj